# Wyścigowe Mistrzostwa Węgier 1987
1987 – sezon wyścigowych mistrzostw Węgier.